# CloudStack
CloudStack — програмна платформа, призначена для забезпечення роботи хмарної інфраструктури (IaaS, інфраструктура як сервіс) і дозволяє автоматизувати розгортання, налаштування і підтримку приватної, гібридної або публічної хмарної інфраструктури.
CloudStack не залежить від типу гіпервізора і дозволяє використовувати в одній хмарній інфраструктурі одночасно Xen (XenServer і Xen Cloud Platform), KVM, Oracle VM (VirtualBox) і VMware. CloudStack дозволяє організувати роботу як публічного IaaS-сервісу, схожого на Amazon EC2, так і приватної хмарної інфраструктури, розгорнутої на локальних серверах, щоб обслуговувати тільки потреби конкретного підприємства. Хмарна інфраструктура на базі CloudStack в найпростішому випадку складається з одного керуючого сервера і набору обчислювальних вузлів, на яких організовується виконання гостьових ОС в режимі віртуалізації. У складніших системах підтримується використання кластера з декількох керуючих серверів і додаткових балансувальників навантаження, інфраструктура може бути розбита на сегменти, кожен з яких функціонує в окремому дата-центрі.

## Історія
Спочатку платформа CloudStack розвивалася компанією Cloud.com відповідно до принципу «open core» (відкрита базова частини і закритий продукт з розширеними можливостями), але після поглинання корпорацією Citrix в липні 2011 року продукт був переведений в розряд повністю відкритих.
Оскільки Citrix паралельно бере участь у розвитку альтернативної платформи OpenStack, було зазначено поступове зближення і обмін функціональністю між цими системами. Наприклад, для CloudStack представлена підтримка роботи з відмовостійкість і високонадійним сховищем об'єктів OpenStack Object Storage (Swift), яка дозволить організувати управління хмарними системами на базі OpenStack, використовуючи керуючий сервер CloudStack. Урешті-решт планується задіяти OpenStack як частину стека CloudStack, що володіє розширеними можливостями.
Випуск CloudStack 3 став першим значним релізом, випущеним за участю компанії Citrix і поставляється без закритих власницьких компонентів. Код CloudStack доступний для вільного завантаження під ліцензією GPL. Інсталяційні пакети підготовлені для RHEL/CentOS і Ubuntu.
У квітні 2012 Citrix вирішила передати в руки спільноти фонду Apache платформу CloudStack. На думку компанії Citrix, розвиток CloudStack в рамках спільноти Apache дозволить забезпечити ефективний механізм спільної роботи. Після передачі CloudStack в руки Apache проєкт буде розвиватися відповідно до принципів меритократії — рішення прийматимуть представники спільноти, які вносять найбільший вклад в розвиток проєкту. Відхід від контролю з боку одного вендора підвищить інтерес до проєкту сторонніх компаній і дозволить залучити до нього додаткових розробників. На GitHub був опублікований переліцензований код CloudStack, переведений з ліцензії GPL на ліцензію Apache. Зміна ліцензії на CloudStack дозволяє підсилити конкуренцію з платформою OpenStack, також розповсюджується під ліцензією Apache. З одного боку такий крок дасть можливість налагодити обмін коду між двома проєктами, але з іншого боку підвищить інтерес компаній до CloudStack, як до більш зрілої і стабільної платформи, в той час як OpenStack досить молодий проєкт, який активно нарощує функціональність, але ще позбавлений багатьох необхідних можливостей.

## Можливості
Основні особливості CloudStack:
- Працює з присутніми на ринку API, наприклад, Amazon Web Services API, Citrix Cloud Center (C3) API і vCloud API;
- Підтримка повної ізоляції обчислювальних, мережевих і дискових ресурсів;
- Підтримка автоматичного виділення та обмеження ресурсів;
- Наявність інструментів для генерації звітів і моніторингу в режимі реального часу;
- Вебінтерфейс, заснований на активному використанні технології AJAX;
- Спрощені засоби для управління інфраструктурою та виконання щоденних завдань;
- Можливість організації сервісу, що забезпечує надання в оренду обчислювальних ресурсів;
- Підтримка віртуалізації мережі через ізоляцію сегментів мережі в окремі VLAN;
- Надання обчислювальних ресурсів за запитом, в залежності від створюваного віртуальним оточенням навантаження;
- Повна автоматизація розподілу місця для зберігання даних, обчислювальних і мережних ресурсів для всієї фізичної інфраструктури, включаючи можливість визначення політики виділення ресурсів і підтримку балансування навантаження;
- Засоби для управління створенням снапшотів оточень і резервного копіювання;
- Наявність API для підключення зовнішніх розширень;
- Поділ рівнів доступу на основі ролей: адміністратор (управління віртуальними та фізичними ресурсами), адміністратор домену (управління тільки зазначеними віртуальними оточеннями), користувач (управління ресурсами в рамках заданого віртуального оточення);
- Забезпечена можливість первинного розгортання і управління програмним забезпеченням на серверах, що працюють без віртуалізації на кінцевому обладнанні (використовується управління через IMPI та завантаження через PXE). Іншими словами, через CloudStack можна управляти не тільки віртуальними машинами, але і звичайними серверами
- Засоби для забезпечення відмовостійкості, що підтримують автоматичне відновлення віртуальних машин після збою сервера, на якому вони виконувалися;
- Гнучкі можливості масштабування, підтримка інфраструктур, які обслуговують тисячі хостів. Можливість управління хмарними системами, що охоплюють кілька територіально розділених дата-центрів